# Joelle Carter
Joelle Marie Carter, född 10 oktober 1972 i Thomasville i Georgia, är en amerikansk skådespelerska. Hon är bland annat känd för sina roller som Ava Crowder i FX-serien Justified, och Laura Nagel i NBC-serien Chicago Justice.

## Filmografi (i urval)

### Filmer
- 1998 – Mannen som kunde tala med hästar
- 2000 – High Fidelty
- 2001 – American Pie 2
- 2004 – When Will I Be Loved
- 2014 – Jessabelle
- 2020 – The Big Ugly
- 2023 – The Hill

### TV-serier
- 1996 – I lagens namn (TV-serie)
- 2002 – The Job (TV-serie)
- 2002–2003 – Tredje skiftet (TV-serie)
- 2006 – Justice (TV-serie)
- 2006 – CSI: Miami (TV-serie)
- 2007 – Cold Case (TV-serie)
- 2009 – Monk (TV-serie)
- 2009 – Three Rivers (TV-serie)
- 2010–2015 – Justified (TV-serie)
- 2011 – Body of Proof (TV-serie)
- 2011 – Prime Suspect (TV-serie)
- 2011 – Grey's Anatomy (TV-serie)
- 2013 – Castle (TV-serie)
- 2014 – Constantine (TV-serie)
- 2016 – Scandal (TV-serie)
- 2016 – Chicago P.D. (TV-serie)
- 2017 – Chicago Justice (TV-serie)
- 2018 – The Rookie (TV-serie)
- 2018 – Dirty John (TV-serie)
- 2020 – Chicago Med (TV-serie)
- 2020–2021 – Home Before Dark (TV-serie)
- 2023 – FBI (TV-serie)